# Elaeocarpus angustifolius
Elaeocarpus angustifolius é uma espécie de angiosperma da família Elaeocarpaceae, ela ocorre da Índia à Nova Calendeônia e ao norte da Austrália. É uma árvore de grande porte, muitas vezes com raízes de contraforte, suas flores são brancas e tem frutos esféricos com um azul brilhante se assemelhando ao roxo. As autoridades divergem quanto à distribuição desta espécie.

## Descrição
E. angustifolius é uma árvore que normalmente atinge uma altura de 40 metros. Suas folhas têm cerca de 60 a 180 milímetros de comprimento, e quando envelhecem ficam avermelhadas antes de cair. As flores são dispostas em racemos de até 100 mm de comprimento. As cinco pétalas são de cor branca, em forma oval a oblonga, tem 12 a 15 mm de comprimento e 3 a 4 mm de  largura. O fruto é uma drupa esférica, seu diâmetro chega a medir de 15 a 23 mm.

## Taxonomia
Elaeocarpus angustifolius foi descrita formalmente pela primeira vez em 1825 por Carl Ludwig Blume em seu livro Bijdragen tot de Flora van Nederlandsch Indie a partir de materiais coletados nas "montanhas da Batávia ".

## Distribuição e habitat
As autoridades divergem quanto à distribuição de E. angustifolius. O "Plants of the World Online" lista a distribuição como "Himalaia a China e o sudoeste do Pacífico", mas não inclui a Austrália e a Nova Guiné. Algumas autoridades australianas dão a distribuição que no país está apenas no território do norte, listando-a como encontrada nas Ilhas Tiwi e de Channel Point a Wadeye. Já  o governo de Queensland considera que a espécie também ocorre em sua demarcação.

## Ecologia
Espécimes de E. angustifolius foram plantados em Oahu na década de 1930 e posteriormente se espalharam em florestas nativas próximas. A espécie também invadiu florestas intactas da Samoa.

## Usos

### Horticultura
As várias raízes e o tamanho do contraforte tornam o E. angustifolius inadequado para pequenos jardins residenciais ou para plantio próximos a encanações. É uma árvore que é mais adequada para grandes terrenos ou para parques florestais.

### Madeira
A espécie é bem vista por sua madeira e como um bom agente na regeneração de florestas tropicais.

## Galeria

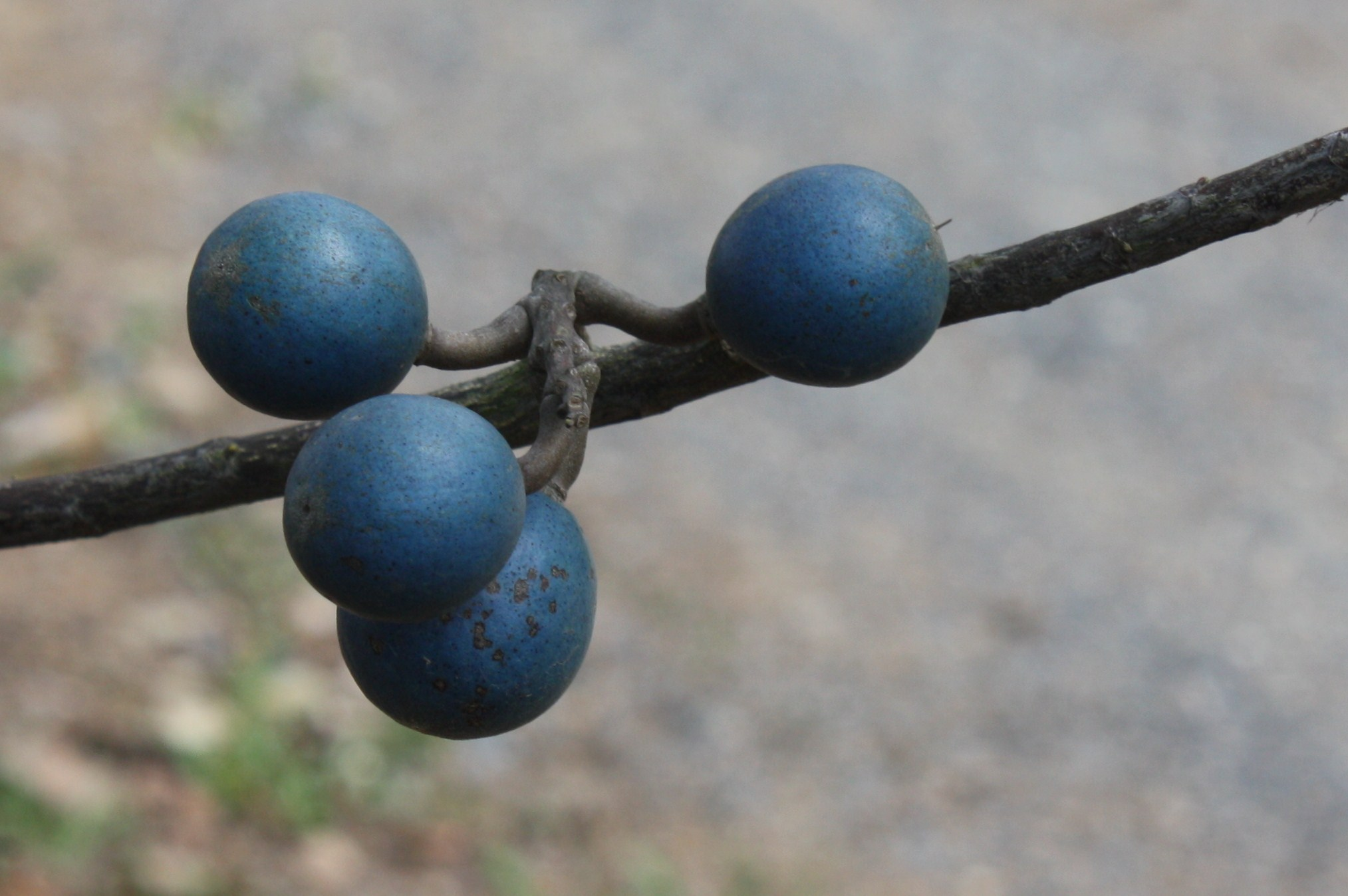
Frutas em um galho
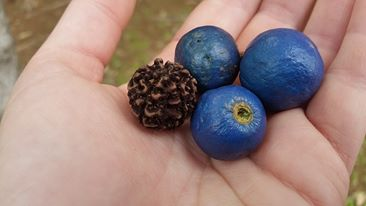
Sementes
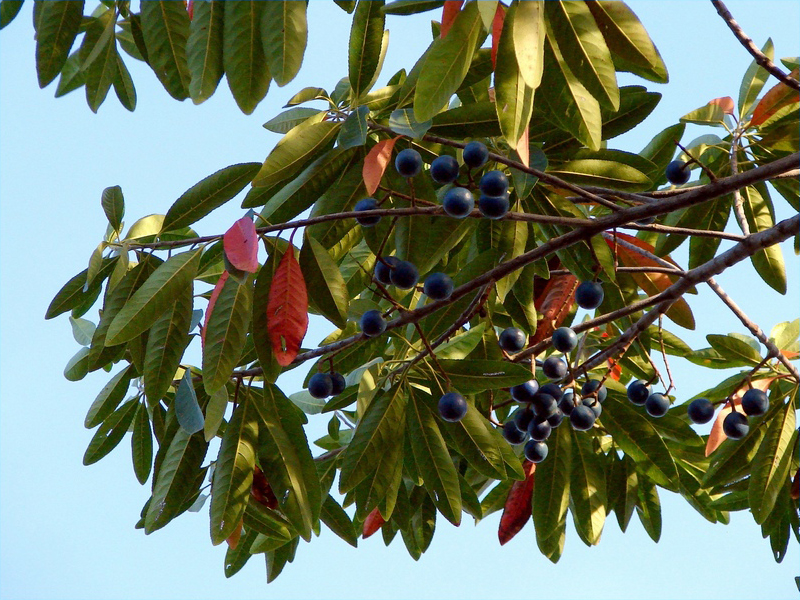
Galho de árvore
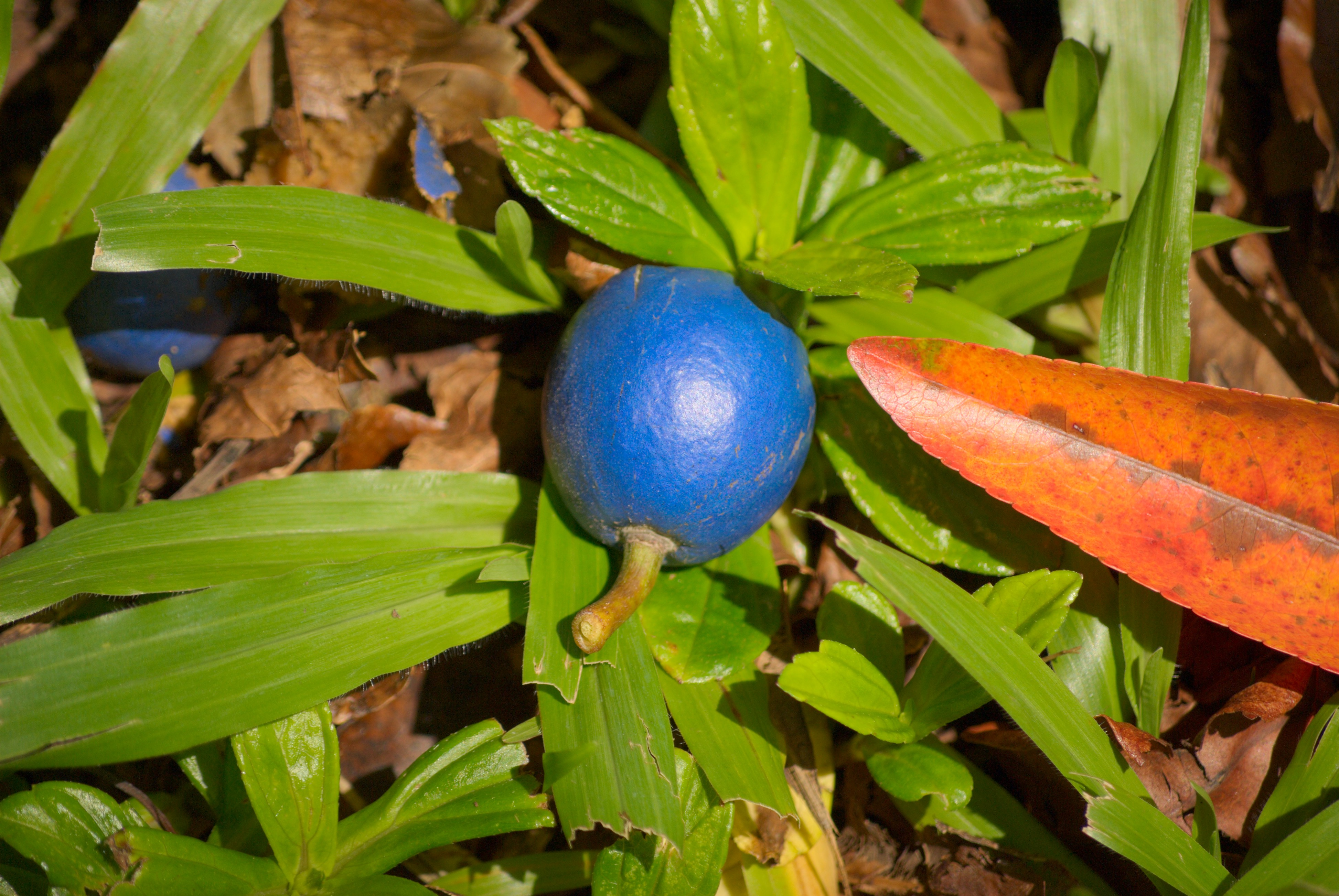
Closeup de frutas e folhas, no Jardim Botânico Hoʻomaluhia
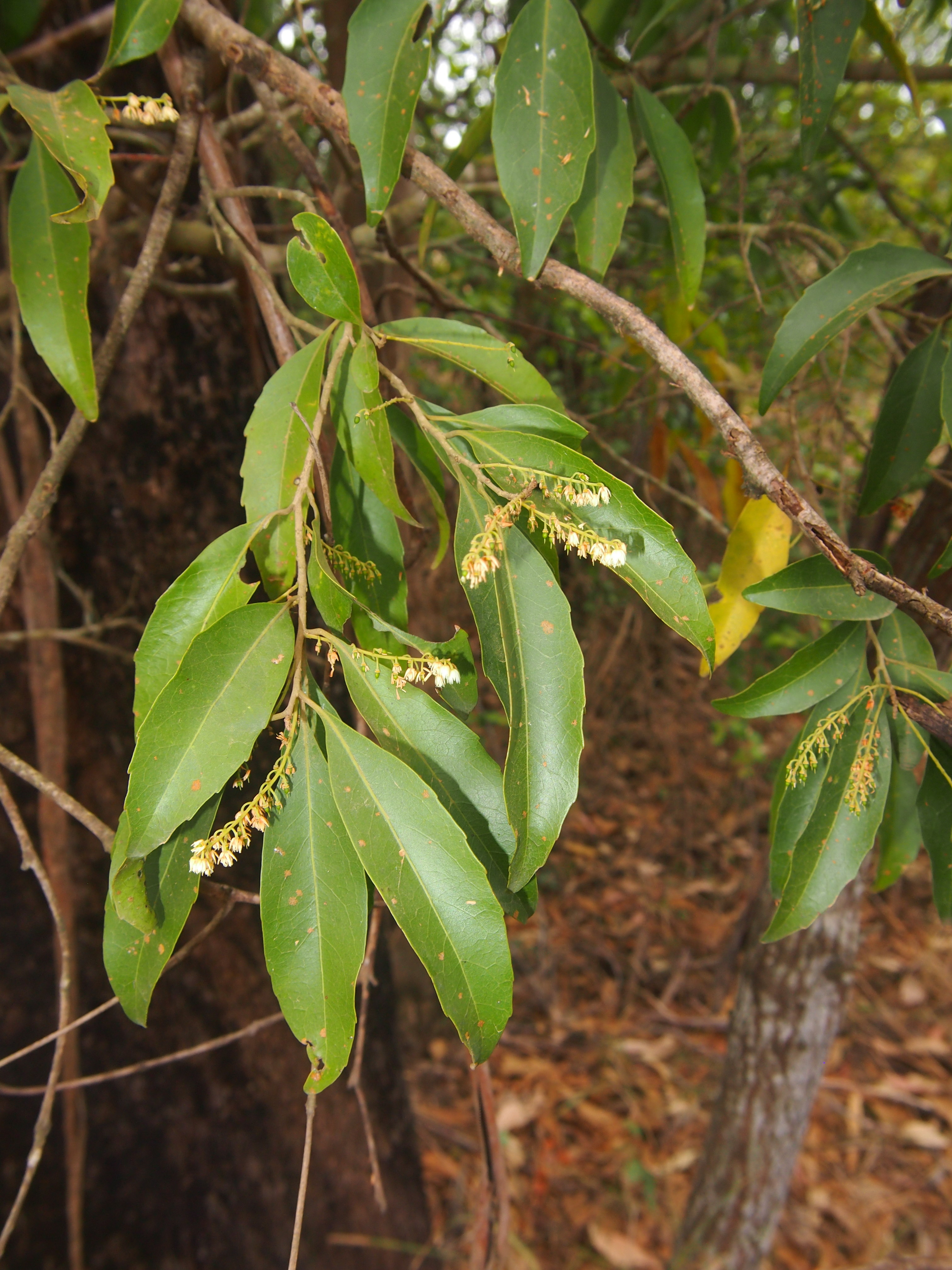
Flores e folhagens